# Epiblema batangensis
Epiblema batangensis es una especie de polilla del género Epiblema, familia Tortricidae.
Fue descrita científicamente por Caradja en 1939.

## Distribución
Se encuentra en China (Henan, Sichuan, Yunnan) y Tíbet.